# Barbiturany

Struktura kwasu barbiturowego

Barbiturany (barbituraty) – potoczna nazwa pochodnych kwasu barbiturowego, używanych na szeroką skalę w latach 50., 60. i 70. XX wieku jako leki nasenne, znieczulające i przeciwpadaczkowe. Najbardziej znane są barbital (Weronal), fenobarbital (Luminal) – stosowane do dzisiaj, cyklobarbital (Fanodorm) – obecnie stosowany wyłącznie w Rosji. W latach 70. były często nadużywane w celach odurzających.
Ze względu na wady – wytwarzanie tolerancji, kumulację, potencjał uzależniający i toksyczność przy przedawkowaniu (szczególnie w połączeniu z alkoholem lub innymi lekami) – zdecydowana większość barbituranów została wycofana ze spisów leków w większości krajów świata.

## Mechanizm działania
Barbiturany łączą się z podjednostką α receptorów GABA-ergicznych, ułatwiając łączenie się endogennego GABA z tymi receptorami. Efektem tego działania jest otwarcie kanałów chlorkowych w błonie neuronów, co powoduje hiperpolaryzację, a w efekcie zmniejszenie ich pobudliwości na bodźce. Barbiturany otwierają kanały chlorkowe również bezpośrednio. Barbiturany wpływają poza tym na przewodnictwo sodowe i wapniowe. Tłumią neurony tworu siatkowego i kory mózgowej. Nasilają wydzielanie hormonu antydiuretycznego, hamują wchłanianie sodu i glukozy w kanalikach nerkowych. Wpływają depresyjnie na układ naczynioruchowy i oddechowy. Nie mają działania przeciwbólowego ale nasilają działanie leków o takich właściwościach. Niektóre z barbituranów wykazują silne działanie przeciwdrgawkowe.

Według czasopisma naukowego The Lancet barbiturany są pod względem siły uzależniania piątą substancją wśród 20 najpopularniejszych substancji psychoaktywnych

## Skutki przyjęcia i właściwości uzależniające
| Skutki przyjęcia barbituranów:                                                                          | Skutki przyjęcia barbituranów: |
| --- | --- |
| małe dawki: - stany relaksacji - euforia podobna do marzeń sennych - uspokojenie - niezręczność ruchowa | duże dawki: - pobudzenie przechodzące w senność - przyćmienie świadomości, lęki - pogorszenia zdolności dokonywania oceny - nieznaczne zwiększenie odczuwalnej już w mniejszych dawkach euforii - utrata koordynacji ruchów, zawroty, niewyraźna mowa - problemy z pamięcią - ogólne znieczulenie |

Barbiturany mają silne właściwości uzależniające. Przy dłuższym stosowaniu dochodzi do uzależnienia zarówno psychicznego, jak i fizycznego. Szybki wzrost tolerancji powoduje częste zwiększanie dawki. Pełne uzależnienie pojawia się jednak dopiero po kilkumiesięcznym stosowaniu dużych dawek.

## Zespół abstynencyjny
Odstawienie barbituranów powoduje bezsenność połączoną z niepokojem czy majaczeniem, czasami występują urojenia i halucynacje.
Temperatura ciała wzrasta, pojawiają się drżenia mięśniowe, które mogą przerodzić się w napady drgawkowe, a nawet w ataki padaczkowe.

## Zewnętrzne oznaki użycia
| oznaki użycia:                                                          | oznaki użycia:                                                                     |
| ----------------------------------------------------------------------- | ---------------------------------------------------------------------------------- |
| - maskowata twarz - spowolnienie ruchów - zaburzona koordynacja ruchowa | - niewyraźna mowa - początkowo zwężone, a następnie rozszerzone źrenice - oczopląs |

## Grupy barbituranów
- barbiturany o krótkim i ultrakrótkim czasie działania – do tej grupy należą pochodne kwasu tiobarbiturowego (np. tiopental i tioamylal) oraz pochodne kwasu hydroksy-N-metylobarbiturowego (np.heksobarbital). Bardzo dobrze rozpuszczają się w tłuszczach i szybko gromadzą się w OUN. Ich krótkie działanie wynika z szybkiej dystrybucji leku do mięśni i obwodowej tkanki tłuszczowej.
- heksobarbital
- metoheksital
- tiamylal
- tiopental
- barbiturany o średnim czasie działania – dobrze rozpuszczalne w tłuszczach, silnie wiążą się z białkami i szybko metabolizowane są w wątrobie. Dawniej stosowane jako uspokajające i nasenne, obecnie bardzo rzadko.
- allobarbital
- amylobarbital
- butobarbital
- cyklobarbital
- pentobarbital
- barbiturany o długim czasie działania – rzadko stosowane jako uspokajające i nasenne, częściej obecnie jako przeciwpadaczkowe. Słabo rozpuszczają się w tłuszczach, nieznacznie są metabolizowane w wątrobie. Średni czas działania to 8-10 h.
- barbital
- benzobarbital
- fenobarbital
- metylofenobarbital
- metabarbital